# … Who Calls So Loud
… Who Calls So Loud (oder … who calls so loud) ist eine Emocore-Band aus San Francisco, Kalifornien/USA.

## Geschichte
Nach der Auflösung der legendären Screamo-Gruppe Funeral Diner 2007 gründeten die beiden Bandkollegen Matt Bajda und Dave Mello nach einiger Zeit die heutige Formation.
2008 veröffentlichte die Gruppe ihr Debütalbum als 2×10" mit beiliegender CD über das in Berlin ansässige Label Adagio830-Records sowie Sorry Records ihr erstes Album. Ebenfalls 2008 folgte auch die Veröffentlichung einer 12"-LP.

## Stil
Die Musik der Band ist natürlich vom ehemaligen Projekt Funeral Diner der beiden Gründer der Gruppe bestimmt. Noch deutlicher aber zeigen sich einige neue Stilelemente, die weniger dem Screamo-Subgenre, sondern klarer dem klassischeren emotional Hardcore zuzuordnen sind.
Der Songaufbau ist weniger kakophonisch, obgleich feste Songstrukturen wie Strophe und Refrain typischerweise gänzlich fehlen. Daneben sind abrupt wirkende Rhythmus-, Lautstärken- und Tempowechsel charakteristisch, wobei grundsätzlich Mid-Tempo-Stücke und -Songparts vorherrschen.
Im Gegensatz zur recht epischen und experimentellen Screamo-Band Funeral Diner fehlen die aggressiven, brachialen Wutausbrüche und damit verbunden die dominierenden aggressiv-emotionalen Schreiparts. Es finden sich bei … who calls so loud dagegen vor allem halbgeschriene, teilweise emotionalgesungene Texte, die durch kurze verzweifelt geschriene Parts ergänzt werden.
Bei Green Hell ist zum Sound der Band zu lesen:

„Von Verzweifelung durchtränkter und tief in den 90ern verwurzelter EmoCore. Intensiv und rauh, zugleich aber auch mit jeder Menge Drive und Melodie ausgestattet.“

## Diskografie
Alben:
- s/t, 2×10″+CD (2008, Sorry Records / Adagio 830)
- self-titled, 12" (2008, Protagonist Music)